# Meral Akurgal
Meral Akurgal, geborene Meral Manyas, ist eine türkische Klassische Archäologin.

## Leben
Meral Manyas studierte Klassische Archäologie an der Universität Ankara bei Ekrem Akurgal, erwarb 1972 den Bachelor, 1979 den Master und wurde 1985 promoviert. Von 1976 bis 1986 arbeitete sie als archäologische Assistentin für die Ausgrabungen von Akugal bei der Türk Tarih Kurumu. 1986 wurde sie Assistentin an der Fakultät für Bildende Künste der Dokuz Eylül Üniversitesi in Izmir, 1995 dort Dozentin für Klassische Archäologie. 2001 wurde sie Professorin für Klassische Archäologie an der Archäologischen Abteilung der Dokuz Eylül Üniversitesi. 2009 trat sie in den Ruhestand.
Sie nahm an den Ausgrabungen von Ekrem Akurgal in Alt-Smyrna/Bayraklı (1972–1992) und Erythrai (1977–1983) teil. Von 1993 bis 2009 leitete sie die Grabungen in Alt-Smyrna. 
Sie ist korrespondierendes Mitglied des Österreichischen Archäologischen Instituts.
Ab 1991 war sie die zweite Ehefrau von Ekrem Akurgal.

## Schriften (Auswahl)
- Oryantalizan Stil Tabakları. Dissertation Universität Ankara 1984 (ungedruckt).
- mit Michael Kerschner, Hans Mommsen, Wolf-Dietrich Niemeier (Hrsg.): Töpferzentren der Ostägäis. Archäometrische und archäologische Untersuchungen zur mykenischen, geometrischen und archaischen Keramik aus Fundorten in Westkleinasien (= Ergänzungshefte zu den Jahresheften des Österreichischen Archäologischen Institutes. Heft 3). Österreichisches Archäologisches Institut, Wien 2002, ISBN 3-900305-39-0.